# Брадач, Войтех
Во́йтех Бра́дач (чеш. Vojtěch Bradáč; 6 октября 1913 — 30 марта 1947) — чехословацкий футболист, игрок сборной Чехословакии 30-х годов XX века.

## Биография
Войтех Брадач родился в 1913 году в Жижкове, там же он начал свою карьеру в «Виктории» в 1926 году. В основном составе Брадач дебютировал в сезоне 1930/31 и в этом же сезоне он дебютировал в сборной Чехословакии, в возрасте 17 лет 8 месяцев и 7 дней, став самым молодым игроком сборной в её истории, Чехословакия играла против сборной Швейцарии, выиграла 7:2, а Брадач забил в той игре 2 мяча.
В апреле 1932 года Брадач за рекордные 80 000 крон (по сегодняшнему курсу это примерно 700 000 крон) перешёл в пражскую «Славию». Со «Славией» Брадач выиграл 3 подряд чемпионата Чехословакии (1933, 1934 и 1935), а сезоне 1935/36 стал лучшим бомбардиром чехословацкого первенства с 42 мячами. В конце сезона Брадач переходит во французский «Сошо», где выигрывает Кубок Франции. Летом 1937 года Брадач возвращается в Чехословакию и выигрывает со «Славией» в сезоне 1937/38 Кубок Митропы, в котором он с 1934 по 1939 проводит 18 матчей, забив 8 мячей.
Вопреки хорошим результатам в клубах, Брадач не пользовался доверием тренеров сборной, которые не взяли его на чемпионат мира 1934, а в 1938 году использовали как игрока замены. Последний матч за сборную Брадач провел 28 августа 1938 года против сборной Югославии, где он забил единственный во встрече мяч.
После «Славии» Брадач играл в «Виктории» (Жижков), затем снова в «Славии», затем в пражской «Спарте», потом снова в «Славии», потом он присоединяется к аутсайдеру лиги «Нусле», а заканчивает карьеру Брадач в клубе «Слован» из города Дучков. Всего Войтех Брадач забил 155 голов в высшей чехословацкой лиге.
В возрасте 33 лет, 30 марта 1947 года Брадач скоропостижно скончался от инфаркта.

## Статистика выступлений
| Клуб                | Сезон               | Лига | Лига | Кубки | Кубки | Кубок Митропы | Кубок Митропы | Итого | Итого |
| Клуб                | Сезон               | Игры | Голы | Игры  | Голы  | Игры          | Голы          | Игры  | Голы  |
| ------------------- | ------------------- | ---- | ---- | ----- | ----- | ------------- | ------------- | ----- | ----- |
| Виктория (Жижков)   | 1930/31             | 8    | 9    | ?     | ?     | 0             | 0             | ?     | ?     |
| Виктория (Жижков)   | 1931/32             | 10   | 8    | ?     | ?     | 0             | 0             | ?     | ?     |
| Виктория (Жижков)   | Итого               | 18   | 17   | ?     | ?     | 0             | 0             | 18+   | 17+   |
| Славия (Прага)      | 1931/32             | 6    | 3    | ?     | ?     | 0             | 0             | ?     | ?     |
| Славия (Прага)      | 1932/33             | 2    | 4    | ?     | ?     | 0             | 0             | ?     | ?     |
| Славия (Прага)      | 1933/34             | 6    | 3    | 1+    | ?     | 1             | 1             | 8+    | 4+    |
| Славия (Прага)      | 1934/35             | 8    | 8    | ?     | ?     | 4             | 3             | 12+   | 11+   |
| Славия (Прага)      | 1935/36             | 23   | 42   | ?     | ?     | 4             | 1             | 27+   | 43+   |
| Славия (Прага)      | 1936/37             | 0    | 0    | 1+    | 2+    | 0             | 0             | ?     | ?     |
| Славия (Прага)      | Итого               | 45   | 60   | 2+    | 2+    | 9             | 5             | 56+   | 67+   |
| Сошо                | 1936/37             | 2+   | 1+   | 1+    | ?     | 0             | 0             | 3+    | 1+    |
| Сошо                | Итого               | 2+   | 1+   | 1+    | ?     | 0             | 0             | 3+    | 1+    |
| Славия (Прага)      | 1936/37             | 3    | 3    | ?     | ?     | 0             | 0             | ?     | ?     |
| Славия (Прага)      | 1937/38             | 11   | 19   | -     | -     | 8             | 2             | 19    | 21    |
| Славия (Прага)      | 1938/39             | 12   | 7    | -     | -     | 1             | 0             | 13    | 7     |
| Славия (Прага)      | 1939/40             | 7    | 4    | 3+    | 1+    | 0             | 0             | 10+   | 5+    |
| Славия (Прага)      | Итого               | 33   | 33   | 3+    | 1+    | 9             | 2             | 45+   | 36+   |
| Виктория (Жижков)   | 1939/40             | 4    | 6    | ?     | ?     | -             | -             | ?     | ?     |
| Виктория (Жижков)   | Итого               | 4    | 6    | ?     | ?     | 0             | 0             | 4+    | 6+    |
| Всего за «Викторию» | Всего за «Викторию» | 22   | 23   | ?     | ?     | 0             | 0             | 22+   | 23+   |
| Славия (Прага)      | 1940/41             | 16   | 8    | 7+    | 13+   | -             | -             | 23+   | 21+   |
| Славия (Прага)      | 1941/42             | 11   | 1    | 5+    | 1+    | -             | -             | 16+   | 2+    |
| Славия (Прага)      | Итого               | 27   | 9    | 12+   | 14+   | 0             | 0             | 39+   | 23+   |
| Спарта (Прага)      | 1941/42             | 8    | 6    | 0     | 0     | -             | -             | 8     | 6     |
| Спарта (Прага)      | Итого               | 8    | 6    | 0     | 0     | 0             | 0             | 8     | 6     |
| Славия (Прага)      | 1942/43             | 7    | 1    | 0     | 0     | -             | -             | 7     | 1     |
| Славия (Прага)      | Итого               | 7    | 1    | 0     | 0     | 0             | 0             | 7     | 1     |
| Всего за «Славию»   | Всего за «Славию»   | 112  | 103  | 17+   | 17+   | 18            | 7             | 147+  | 127+  |
| Нусле               | 1942/43             | 11   | 15   | ?     | ?     | -             | -             | ?     | ?     |
| Нусле               | 1943/44             | 26   | 14   | ?     | ?     | -             | -             | ?     | ?     |
| Нусле               | Итого               | 37   | 29   | ?     | ?     | 0             | 0             | 37+   | 29+   |
| Всего за карьеру    | Всего за карьеру    | 181+ | 162+ | 18+   | 17+   | 18            | 7             | 217+  | 186+  |